# 케이트 버논
케이트 버넌(Kate Vernon, 1964년 4월 21일 ~ )은 캐나다의 배우이다.

## 출연 작품

### 영화
- 말콤 X (1992)

### 텔레비전
- 더 모닝쇼 (2019)